# Play (álbum de Moby)
Play es el quinto álbum de estudio lanzado por el músico Moby el 1 de junio de 1999. Mientras algunos de los primeros trabajos de Moby generaron éxitos tanto a nivel de crítica como comercial dentro de la escena de la música electrónica, Play fue su primer éxito a nivel masivo dentro del pop. El álbum dio a conocer mundialmente a Moby no sólo con canciones exitosas, sino además con licencias que permitían escuchar su música en películas, televisión y avisos comerciales.
Uno de los aspectos más notables de Play, a diferencia de otros discos del género techno de la época, fue la forma en la que combinó viejos ritmos de música góspel y folk con sonidos modernos como el house. Moby trabajó con el sample usándolo en trabajos recopilados por el musicólogo Alan Lomax en temas como "Honey", "Find My Baby", "Why Does My Heart Feel So Bad?" y "Natural Blues", este último de la cantante de espiritual-negro Vera Hall, mientras que la canción "Run On" fue inspirada por el tema tradicional "God's Gonna Cut You Down". El álbum además contiene temas puramente electrónicos, así también hay influenciados por el rock como "South Side" y otros del género ambiente como "Porcelain".
Dentro del booklet incluido en el álbum, hay 5 ensayos cortos, escritos por Moby, con temas sobre el veganismo, fundamentalismo y humanitarismo. Después de los ensayos hay una nota escrita por Moby: "Estos ensayos no están relacionados con la música, así que si no te agradan puedes aún disfrutar de la música, y si te gustan los ensayos puedes odiar la música. Quien sabe, quizás por algún giro extraño del destino te gustarán ambos".

## Licencias de los temas
Play ha sido el primer álbum en tener licenciados todos sus temas para usos en películas, shows de televisión o comerciales para televisión.

## Éxitos comerciales y crítica
El aparente resultado de la estrategia de marketing fue que el disco, después de su incomparable debut, se quedó por años en listas de preferencias y desbarató las proyecciones para Moby y la música bailable, que no eran vistos como géneros comerciales en Estados Unidos en los años 90 (comparado con Europa donde Moby ha encontrado reciente fama).
El disco ha vendido cerca de 2 millones de copias en los Estados Unidos desde que fue lanzado en 1999, y ha vendido 10 millones de copias en todo el mundo. Ocho sencillos fueron lanzados del álbum; el último estuvo en listas de preferencias en 2001. De muchas maneras, este disco ayudó a Moby a establecerse como un músico reconocido mundialmente. Sus discos siguientes no son tan orientados al pop, frecuentemente presenta su propia canción distintiva, además de vocales femeninas y el uso de samples, de manera similar a Play, a diferencia de sus primeras grabaciones, donde cantaba en raras ocasiones.
Play ha sido además ovacionado por la crítica como uno de los mejores discos de 1999. Fue votado como álbum del año en las encuestas de The Village Voice y Pazz & Jop.
En 2000, Play fue relanzado en edición especial con varias caras B, que en 2004 fueron lanzados separadamente; el álbum de caras B fue titulado Play: The B Sides. Además se lanzó como sencillo un mix del tema "South Side", cantado a dueto con la vocalista de No Doubt, Gwen Stefani.
Gracias al creativo video y la difusión, la canción ayudó a elevar el éxito del álbum aún más.
Tiempo después, Play fue relanzado con la versión del sencillo "South Side" cantada con Gwen Stefani, reemplazando el tema original. La versión original fue relanzada en la edición para EE. UU. de la recopilación de grandes éxitos Go: The Very Best of Moby.

## Lista de temas
1. "Honey" – 3:28
2. "Find My Baby" – 4:00
3. "Porcelain" – 4:01
4. "Why Does My Heart Feel So Bad?" – 4:24
5. "South Side" – 3:50
6. "Rushing" – 3:01
7. "Bodyrock" – 3:36
8. "Natural Blues" – 4:14
9. "Machete" – 3:38
10. "7" – 1:02
11. "Run On" – 3:45
12. "Down Slow" – 1:35
13. "If Things Were Perfect" – 4:18
14. "Everloving" – 3:26
15. "Inside" – 4:49
16. "Guitar Flute & String" – 2:09
17. "The Sky Is Broken" – 4:20
18. "My Weakness" – 3:42 Total length: 63:18

## Sencillos
8 sencillos fueron lanzados de la versión británica de Play
"Honey"
- Lanzamiento: 3 de agosto de 1998 (US)
31 de agosto de 1998 (UK)
- Posición en listas:
  - #33 (UK Singles Chart|UK)

"Run On"
- Lanzamiento: 29 de marzo de 1999 (US)
26 de agosto de 1999 (UK)
- Posición en listas:
  - #33 (UK Singles Chart|UK)

"Bodyrock"
- Lanzamiento: 12 de julio de 1999 (US)
26 de julio de 1999 (UK)
- Posición en listas:
  - #38 (UK Singles Chart|UK)

"Why Does My Heart Feel So Bad?"
- Lanzamiento: 11 de octubre de 1999 (En UK y US)
- Posición en listas:
  - #16 (UK Singles Chart|UK)
  - #33 (Australia ARIA Charts)

"Natural Blues"
- Lanzamiento: 6 de marzo de 2000 (En UK y US)
- Posición en listas:
  - #11 (UK Singles Chart|UK)

"Porcelain"
- Lanzamiento: 12 de junio de 2000 (En UK y US)
- Posición en listas:
  - #5 (UK Singles Chart|UK)

"Why Does My Heart Feel So Bad?" / "Honey"
(Remix featuring Kelis)
- Lanzamiento: 16 de octubre de 2000 (UK)
- Posición en listas:
  - #5 (UK Singles Chart|UK)

"South Side"
- Lanzamiento: 7 de noviembre de 2000 (US)
- Posición en listas:
  - #14 (US)

## Play: El DVD
Un DVD fue lanzado como complemento al álbum; contiene los videos musicales (el video de "South Side", con Gwen Stefani, fue omitido), la actuación de Moby en Later... With Jools Holland, El diario de Moby titulado Give an Idiot a Camcorder, y un componente DVD-Rom donde se permite a los usuarios mezclar dos canciones de Moby.
El DVD además incluye un CD, titulado Moby's Megamix, que incluye remixes de las canciones de Moby hechas por diferentes artistas. En vez de tener pistas separadas, el Megamix son 18 solos.